# Modicogryllus guanchicus
Modicogryllus guanchicus är en insektsart som först beskrevs av Krauss 1892.  Modicogryllus guanchicus ingår i släktet Modicogryllus och familjen syrsor. Inga underarter finns listade i Catalogue of Life.